# 7. september
7. september je 250. dan leta (251. v prestopnih letih) v gregorijanskem koledarju. Ostaja še 115 dni.

## Dogodki
- 1566 – Turki zasedejo Sziget
- 1714 – Sveto rimsko cesarstvo in Francija podpišeta badenski mir, ki konča špansko nasledstveno vojno
- 1764 – okronan zadnji poljski kralj Stanislaw II. Avgust Poniatowski
- 1812 – konča se borodinska bitka
- 1822 – Brazilija razglasi neodvisnost
- 1848 – z zakonom o zemljiški odvezi odpravljeno tlačanstvo v Avstrijskem cesarstvu
- 1901 – s podpisom boksarske listine se konča upor Kitajcev proti tujcem
- 1940 – začetek nočnih bombardiranj Velike Britanije
- 1977 – Jimmy Carter in Omar Torrijos podpišeta sporazum o Panamskem prekopu
- 1986 – Desmond Mpila Tutu postane prvi temnopolti nadškof v Južni Afriki
- 1991 – pod okriljem EU se v Haagu prične mirovna konferenca o Jugoslaviji
- 2009 – na Samoi so vožnjo po desni strani ceste zamenjali z vožnjo po levi
- 2011 – strmoglavi letalo Lokomotive Jaroslavelj, umre vseh 45 vkrcanih

## Rojstva
- 1317 – Simeon Ivanovič, veliki moskovski in vladimirski knez († 1353)
- 1492 – Giacomo Aconcio, italijanski teolog, filozof in reformator († 1566)
- 1524 – Thomas Erastus, švicarski kalvinistični teolog († 1583)
- 1533 – Elizabeta I., angleška kraljica († 1603)
- 1707 – Georges-Louis Leclerc de Buffon, francoski naravoslovec, biologmatematik, kozmolog († 1788)
- 1813 – Emil Korytko, poljsko-slovenski literat († 1839)
- 1816 – Ferdinand von Hebra, avstrijski zdravnik († 1880)
- 1818 – Miroslav Vilhar, slovenski pisatelj, skladatelj, politik († 1871)
- 1829 – Friedrich August Kekulé von Stradonitz, nemški kemik († 1896)
- 1867 – Camilo Pessanha, portugalski pesnik († 1926)
- 1909 – Elia Kazandžoglu - Elia Kazan, ameriški filmski režiser († 2003)
- 1912 – Francesco Bonifacio, italijanski duhovnik in svetnik, rojen v Piranu († 1946)
- 1914 – James Alfred Van Allen, ameriški fizik († 2006)
- 1930 – Baudouin I., belgijski kralj († 1993)
- 1933 – Alenka Goljevšček-Kermauner, slovenska pisateljica
- 1936 – Buddy Holly, ameriški glasbenik († 1959)
- 1946 – Francisco Varela, čilski biolog, filozof († 2001)
- 1947 – Graham Frederick Young, britanski množični morilec († 1990)
- 1951 – Chrissie Hynde, ameriška pevka, kitaristka, glasbenica (ustanoviteljica skupine The Pretenders)
- 1955 – Mira Furlan, ameriško-hrvaška igralka († 2021)
- 1961 – Peter Šavli, slovenski skladatelj

## Smrti
- 1134 – Alfonz I., aragonski kralj (* 1073)
- 1151 – Godfrej VII. Plantagenet, anžujski grof, normanski vojvoda, soprog cesarice-vdove Matilde Angleške (* 1113)
- 1312 – Ferdinand IV., kastiljski kralj (* 1285)
- 1362 – Ivana Angleška, škotska kraljica (* 1321)
- 1566 – Nikola Šubić Zrinjski, hrvaški ban (* 1508)
- 1644 – Guido Bentivoglio, italijanski duhovnik, diplomat, zgodovinar (* 1579)
- 1655 – François Tristan L'Hermite, francoski dramatik (*ok. 11601)
- 1836 – John Pond, angleški astronom (* 1767)
- 1907 – Sully Prudhomme, francoski pesnik (* 1839)
- 1917 – Paul Meyer, francoski jezikoslovec (* 1840)
- 1936 – Marcel Grossmann, nemški matematik (* 1878)
- 1949 – José Clemente Orozco, mehiški slikar (* 1883)
- 1956 – Otto Juljevič Šmidt, ruski raziskovalec, znanstvenik (* 1891)
- 1957 – Bjørn Helland-Hansen, norveški oceanograf (* 1877)
- 1960 – Wilhelm Pieck, vzhodnonemški predsednik (* 1876)
- 1962 – Karen Blixen - Isak Dinesen, danska pisateljica (* 1885)
- 1985 – George Pólya, madžarsko-ameriški matematik, fizik, metodolog (* 1887)
- 1990 – Alan John Percivale Taylor, angleški zgodovinar (* 1906)
- 1997 – Mobutu Sese Seku, kongoški diktator (* 1930)